# 茹苏蒙茹
茹苏蒙茹（法語：Jou-sous-Monjou，法語發音：[ʒu su mɔ̃ʒu]）是法国康塔尔省的一个市镇，属于欧里亚克区。

## 地理
茹苏蒙茹（44°56'16"N, 2°39'53"E）面积6.16 平方千米，位于法国奥弗涅-罗讷-阿尔卑斯大区康塔爾省，该省份为法国中南部省份，位于法國中央高原中心，北起科雷兹省、上盧瓦爾省和多姆山省，西接洛特省和科雷兹省，南至阿韦龙省和洛特省，东临上盧瓦爾省和洛泽尔省。
与茹苏蒙茹接壤的市镇（或旧市镇、城区）包括：巴达亚克、佩耶罗尔、罗亚克、圣克莱芒、塞尔河畔维克。

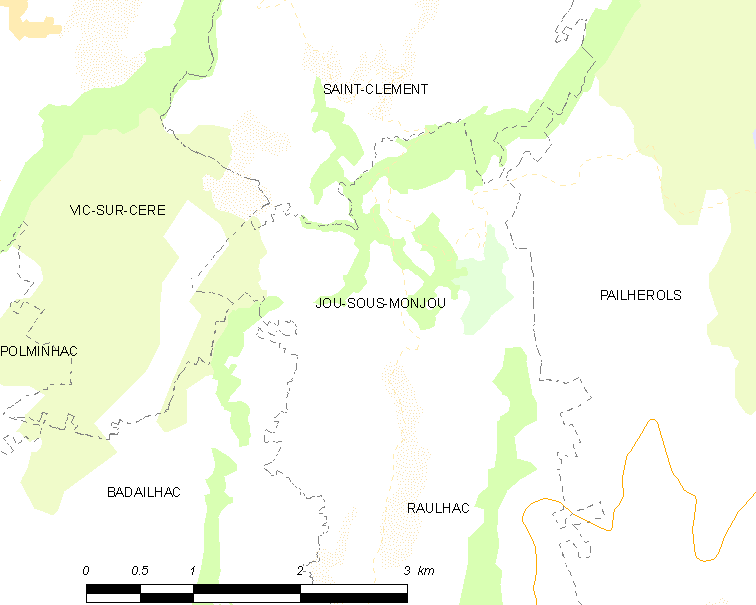
茹苏蒙茹的OSM定位图

茹苏蒙茹的时区为UTC+01:00、UTC+02:00（夏令时）。

## 行政
茹苏蒙茹的邮政编码为15800，INSEE市镇编码为15081。

## 政治
茹苏蒙茹所属的省级选区为塞尔河畔维克县。

## 人口

1962-2008年间茹苏蒙茹人口变化图示

茹苏蒙茹于2022年1月1日时的人口数量为107人。